# Muhammad bin Saud
Muhammad bin Saud Al Muqrin (em árabe: محمد بن سعود) foi o emir da Al-Diriyah e é considerado o fundador do Primeiro Estado Saudita e da dinastia Saud, assim chamados por conta de seu pai, Saud ibn Muhammad ibn Migrin. A família de Ibn Saud (então conhecida como Al Migrin) traça sua descendência à tribo de Anizzah, mas, apesar de equívocos populares, Muhammad ibn Saud não era um beduíno nômade, nem um líder tribal. Antes, ele era o chefe (emir) de um assentamento agrícola perto da cidade atual de Riyadh, chamado Diriyyah. Além disso, ele era um guerreiro do deserto competente e ambicioso.